# Megabiz II.
Za ostale povijesne ličnosti pod imenom „Megabiz“ vidi: Megabiz (razdvojba)
Megabiz II. (perz. Baghabuxša; „Bog čuvao“, grč. Megabyzus, oko 516. – 440. pr. Kr.) je bio perzijski plemić, satrap Sirije i jedan od najvažnijih vojskovođa u Perzijskom Carstvu tijekom 5. stoljeća pr. Kr.; sudjelovao je u pohodima protiv Babilonije, Grčke i Egipta, te u pobuni protiv Artakserksa I.

## Pozadina
Megabiz II. je bio sin Zopira i jedne od sestara Darija Velikog. Megabiz I., Zopirov otac odnosno djed Megabiza II., igrao je značajnu ulogu u perzijskom građanskom ratu nakon smrti vladara Kambiza II.; zajedno sa sedmoricom urotnika je 522. pr. Kr. pomogao Dariju Velikom da svrgne magijskog uzurpatora Gaumatu. Zopir je također služio Darija, a najznačajnija njegova uloga jest ona prilikom gušenja ustanka u Babilonu, koji se pobunio pod vodstvom Nidintu-Bela a zatim Arakha.
Grčki povjesničar Herodot navodi kako je Zopir zbog svojih zasluga služio kao satrap Babilonije, dok Ktezije tvrdi kako se Babilon nakon Kserksovog dolaska na vlast ponovo pobunio prilikom čega je Zopir ubijen. Mogući razlog navedenog ustanka je taj što Kserkso nije prisustvovao svim ritualima u glavnom babilonskom hramu Esagili.

## Politički život

### Gušenje babilonske pobune
Odmah nakon izbijanja ustanka u Babiloniji, perzijski vladar Kserkso zadužio je Megabiza II. za gušenje pobune, u čemu on uspjeva. U slučaju kako je Ktezijeva kronologija točna, ovaj događaj odigrao se prije Kserksovog pohoda protiv Grčke (480. pr. Kr.). Povijesni dokumenti pronađeni na klinastom pismu u Mezopotamiji spominju kako su vođe babilonijske pobune bili Šamaš-eriba i Bel-šimanni, a datiraju iz ljeta 484. pr. Kr.

### Ratovi protiv Grčke
Prema Herodotu, Megabiz II. bio je jedan od glavnih vojskovođa tijekom Kserksove ekspedicije protiv Grčke (480. pr. Kr.). Kao i većina drugih perzijskih generala iz tog doba, Megabiz je bio obiteljski vezan uz vladajuću dinastiju Ahemenida; bio je oženjen s perzijskom princezom odnosno Kserksovom kćeri Amitis. Precizna uloga Megabiza II. u pohodu protiv Grčke nije poznata, osim toga kako je vodio trećinu perzijskih snaga od Dardanela preko Trakije do Makedonije. Pretpostavlja se kako je Megabiz II. ostao sa Kserksom sve do kraja njegove ekspedicije, te kako je sudjelovao u bitci kod Termopila.
Ktezije navodi kako je 479. pr. Kr. Kserkso naredio Megabizu II. da opljačka hram Apolona u Delfima, što je Megabiz odbio izvršiti. Ipak, Ktezijeva priča ne smatra se nimalo vjerodostojnom budući kako su Perzijanci uvažavali Apolona kao ekvivalent zoroastrijskom vrhovnom božanstvu Ahura Mazde, zbog čega je teško vjerovati kako bi naredili uništenje jednog od njegovih hramova. Moguće objašnjenje jest kako je Megabiz II. bio neimenovani zapovjednik u mirovnoj ekspediciji u Delfima 480. pr. Kr. (netočno opisanoj u Herodotovim djelima kao agresivni pohod kojeg je odbacila božanska sila).
Slijedeći Ktezijev rad, otprilike u isto vrijeme Megabizova žena Amitis optužena je za preljub. Velik broj povjesničara povezuje ovaj događaj sa samim Kserksom, budući kako sličnu priču spominje i Herodot. Ipak, ne postoji nikakav dokaz kojim se navedena dva incidenta mogu povezati, osim kronološkog podudaranja.

### Satrap Sirije
Danas nije poznato koji je bio Megabizov položaj nakon sukoba s Grčkom 480./479. pr. Kr., no pretpostavlja se kako je bio satrap Sirije. Perzijski vladar Kserkso ubijen je početkom kolovoza 465. pr. Kr., a naslijedio ga je njegov sin Artakserkso I. Neposredno nakon ove političke smjene izbijaju ustanci u Baktriji i Egiptu; pobunjenik Artaban od Baktrije poražen je nakon svega dvije bitke, dok su Egipćani Inar i Amirtej I. uspjeli poraziti Artakserksovog brata odnosno egipatskog satrapa Ahemena. Nakon toga ostvarili su kontrolu nad Donjim Egiptom, te su počeli pregovarati s Grcima. Godine 460. pr. Kr. najveći perzijski neprijatelj Atena šalje Egipćanima pomoć od 200 brodova i 6.000 hoplita. Potom zajedničkim snagama osvajaju grad Memfis osim perzijske citadele koja je nekoliko godina uspješno odolijevala njihovim napadima. Ovaj egipatski ustanak Perzijanci su shvaćali vrlo ozbiljno budući kako su mnogi njihovi plemići imali velike posjede u Egiptu, pa se nisu slagali s politikom velikog kralja koji se više zamarao pobunom u Baktriji. Perzijski vrhovni stožer nije morao obuzdati najmanje dvije pobune, već i neke od vlastitih zapovjednika.

### Pohod protiv Egipta
Godine 456. pr. Kr. perzijski vladar Artakserkso I. u pohod protiv Egipta šalje Megabiza II. i frigijskog satrapa Artabaza I. Unatoč tome što su imali na raspolaganju 300 brodova, njihova golema vojska od 200.000 vojnika (što se smatra Ktezijevim preuveličavanjem) odlučila se za kopnenu trasu. Artabaz I., koji je u to vrijeme bio starac, rijetko se spominje u povijesnim dokumentima, zbog čega se smatra kako je upravo Megabiz II. odigrao najznačajniju ulogu rijekom ove ekspedicije.
Megabiz II. porazio je Atenjane i Egipćane te ih je protjerao iz Memfisa, nakon čega su ostali izolirani na otoku Prosopisu. U lipnju 454. pr. Kr. prilikom niskog vodostaja Nila zbog čega Atenjani nisu mogli koristiti svoje trireme, Megabiz pokreće napad na spomenuti otok. Neposredno prije odlučujuće bitke, ponudio je Atenjanima sporazum prema kojem su napustili svoje egipatske saveznike i otišli u Cirenu. Nakon toga Egipćani su s lakoćom poraženi, dok je pobunjenički vođa Inar zarobljen. Herodot piše kako su potom na mjesto egipatskog satrapa imenovani sinovi dvojice pobunjenih vođa Pausir i Tanira, dok Ktezije tvrdi kako je ta pozicija pripala Arsamu.
Prema Kteziju, koji nije poznat po svojoj vjerodostojnosti ali predstavlja jedini izvor o ovim događajima, Megabiz II. je nakon ove pobjede gotovo pao u nemilost kraljevskog dvora. Naime, perzijska kraljica-majka Amestris bila je srdita na Megabiza budući kako nije kaznio Grke koje je smatrala među odgovornima za ubojstvo njenog sina Ahemena, bivšeg egipatskog satrapa. Njezin sin Artakserkso I. u početku joj nije dozvoljavao osvetu, no nakon pet godina (oko 449. pr. Kr.) dozvolio joj je da pogubi Inara i neke zarobljene Atenjane. Megabiz je prethodno dao riječ vođama pobune kako će ih poštedjeti, pa se zbog Amestrisinog postupka osjećao vrlo uvrijeđenim. Od velikog kralja Artakserksa I. zatražio je dopuštenje da se vrati u Siriju, što mu je ovaj dozvolio.
Ove Ktezijeve informacije kontradiktorne su djelima Diodora sa Sicilije, koji navodi kako su 449./448. pr. Kr. Megabiz II. i Artabaz I. i dalje bili zaokupljeni borbama protiv Grka. Glavno poprište sukoba bio je otok Cipar, koji je pripadao Megabizovoj satrapiji Siriji. Grke je predvodio atenski vojskovođa Kimon, koji je poginuo ili preminuo tijekom bitke kod ciparske Salamine (450. pr. Kr.). Izvjesno je i to kako su Megabiz II. i Artabaz I. sudjelovali u pregovorima s Atenjanima, koji su završili sklapanjem Kalijinog mira.

### Pobuna protiv Artakserksa I.
Povjesničar Ktezije dalje spominje Megabizov osobni rat protiv Artakserksa I., u kojem su sudjelovali i njegovi sinovi Zopir II. i Artifije. Megabiz je okupio lokalnu satrapsku vojsku i grčke plaćenike, te je dvaput porazio perzijsku vojsku predvođenu Urisisom odnosno Menostanom. Nakon dvaju poraza, Artakserkso I. odlučio je pregovarati s Megabizom, te mu je uz posredništvo svog brata Artarija ponudio bezuvjetno pomilovanje.
Bivši pobunjenik prihvatio je ponudu velikog kralja i vratio se na perzijski dvor, no nedugo kasnije ponovo je zapao u probleme. Naime, prilikom jednog kraljevskog lova spasio je život Artakserksu kojeg je napao lav, no pritom je prekršio strogo pravilo koje nalaže kako nitko ne smije baciti koplje prije samog vladara. Megabiz je zbog toga prognan u gradić na obali Perzijskog zaljeva, no nakon pet godina života u egzilu prerušen u gubavca vratio se na kraljevski dvor gdje ga je žena Amitis jedva prepoznala. Amitis je iskoristila svoj kraljevski utjecaj pa ga je njezin brat Artakserkso ponovo dao pomilovati. Sudeći prema Kteziju, Megabiz vratio se na kraljevski dvor 444. pr. Kr., a nedugo kasnije umro je prirodnom smrću u dobi od 76 godina.

## Ostavština
Ktezijev rad možda se može činiti izmišljenim, no pronađene mezopotamske kronike na klinastom pismu govore kako su u to doba zaista živjeli ljudi koje spominje grčki povjesničar (npr. Menostan), pa se pretpostavlja kako je imao priliku osobno razgovarati sa sudionicima tih događaja. Moguće je kako je Megabizov ustanak činjenica, no točan razlog njegove pobune nije poznat; teško je vjerovati kako je bio ozlojeđen zbog Inarove sudbine. Postoji mogućnost i kako je zaista pomilovan, te kako je zbog same pobune nedugo kasnije poslan u progonstvo.
Megabizova pobuna značajna je po tome kako je on bio prvi perzijski vojskovođa koji se koristio uslugama grčkih plaćenika; nakon njega to je postala opća praksa. Također, njegova pobuna dokaz je kako su perzijski plemići mogli biti pomilovani od strane ahemenidskih vladara.
Megabiz je s Amitis imao sinove Zopira II. i Artifija; prvi je nakon očeve smrti dobrovoljno otišao u egzil u Atenu, to sudbina potonjeg nije poznata.

## Poveznice
- Zopir
- Kserkso
- Artakserkso I.
- Zopir II.

## Vanjske poveznice
- Megabiz (enciklopedija Britannica)
- Megabiz (2.), Livius.org, Jona Lendering Arhivirana inačica izvorne stranice od 13. kolovoza 2013. (Wayback Machine)
- Megabiz (Megabyzus 2.), AncientLibrary.com  Arhivirana inačica izvorne stranice od 25. lipnja 2009. (Wayback Machine)
- Ktezije: „Persica“, 26.-45.  Arhivirana inačica izvorne stranice od 4. ožujka 2010. (Wayback Machine)